# Miss Teen USA 2009

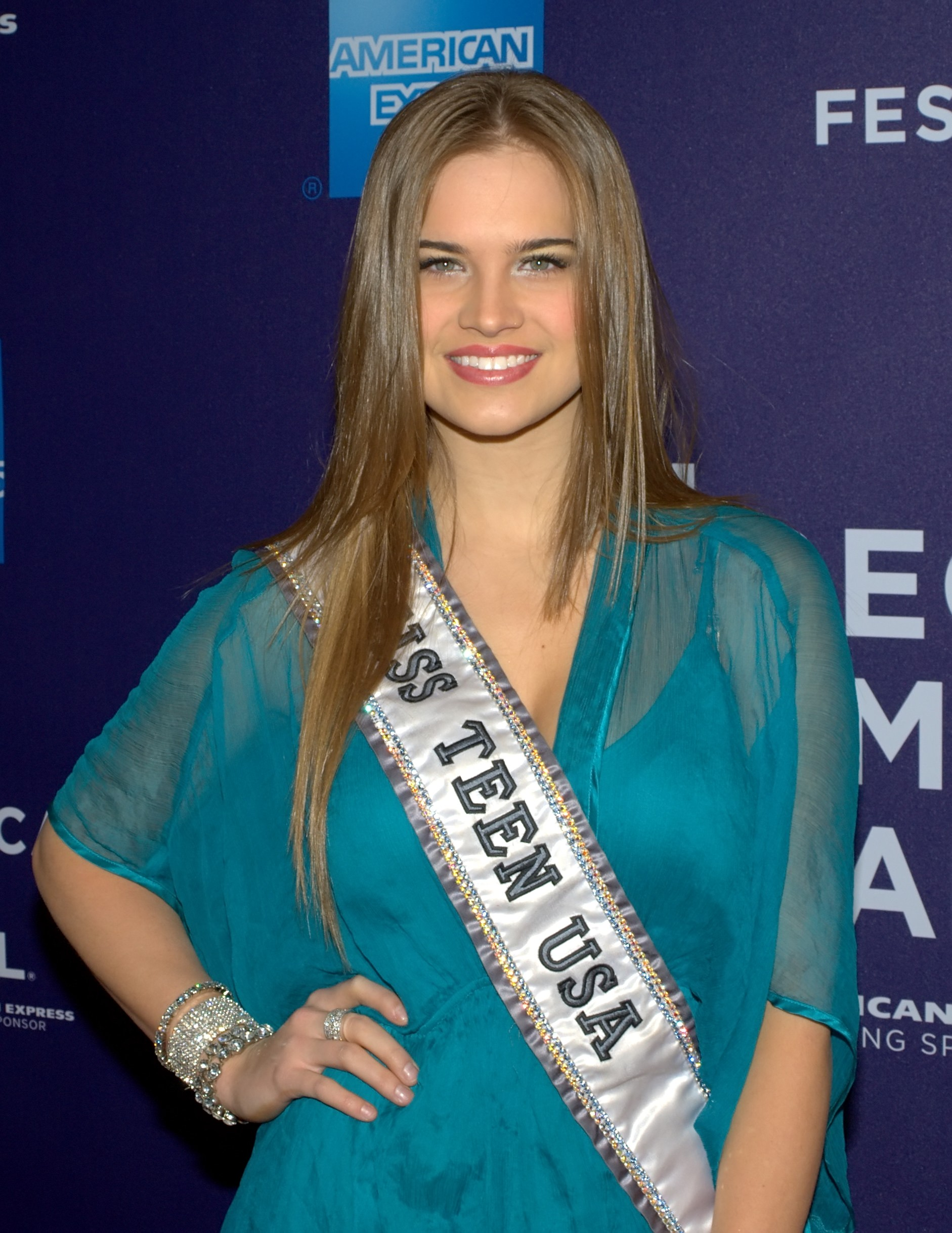
Stormi Henley, Miss Teen USA 2009

27. ročník soutěže Miss Teen USA se uskutečnil 31. července 2009 na Bahamách. Soutěže se zúčastnilo 50 dívek z každého státu USA plus District of Columbia. Od září 2008 do ledna 2009 se uskutečnila státní kola, která zvolila reprezentantky. Novou Miss Teen USA se stala Stormi Henley z Tennessee

## Vítězky státních kol
| Stát                 | Jméno               | Bydliště         | Věk | Umístění na Miss USA | Ceny na Miss USA  | Poznámky                                                                                            |
| -------------------- | ------------------- | ---------------- | --- | -------------------- | ----------------- | --------------------------------------------------------------------------------------------------- |
| Alabama              | Alexandria Blansit  | Fort Payne       | 18  |                      |                   | |
| Aljaška              | Zlata Sushchik      | Anchorage        | 19  |                      |                   | |
| Arizona              | Whitney Nelson      | Ahwatukee        | 18  |                      |                   | |
| Arkansas             | Allison Kusenberger | Little Rock      | 18  | TOP 15               |                   | |
| Kalifornie           | Chelsea Gilligan    | Beaumont         | 18  | 2. vicemiss          |                   | |
| Colorado             | Taylor Schettler    | Castle Rock      | 16  |                      |                   | |
| Connecticut          | Tiffany Teixeira    | Bridgeport       | 17  |                      |                   | |
| Delaware             | Kelsey Miller       | Wilmington       | 17  |                      |                   | |
| District of Columbia | Jessica Nowlin      | Washington, D.C. | 17  |                      |                   | |
| Florida              | Kayla Collier       | Pahokee          | 18  |                      |                   | |
| Georgie              | Brooke Fletcher     | Fayetteville     | 17  | 1. vicemiss          |                   | |
| Havaj                | Ashley Moser        | Hawai'i Kai      | 17  |                      | Miss Congeniality | |
| Idaho                | Marissa Wickland    | Boise            | 16  |                      |                   | Sestra Miss Idaho Teen USA 2006                                                                     |
| Illinois             | Stacie Juris        | Tinley Park      | 18  |                      |                   | |
| Indiana              | Bailee Zimmerman    | Brownsburg       | 17  |                      |                   | |
| Iowa                 | Allyson Hovda       | Cedar Rapids     | 17  |                      | Miss Photogenic   | Původně 1. vicemiss státního kola. Poté, co odstoupila původní vítězka Ally Cymboluk, ji nahradila. |
| Kansas               | Alexis Rewalt       | Olathe           | 18  |                      |                   | |
| Kentucky             | Jefra Bland         | Campbellsville   | 19  | TOP 15               |                   | |
| Louisiana            | Brittany Guidry     | Houma            | 16  | 4. vicemiss          |                   | Sestřenice Miss Louisiana USA 2008                                                                  |
| Maine                | Jordan Shiers       | Gorham           | 16  |                      |                   | |
| Maryland             | Kasey Stanisewski   | Waldorf          | 17  | 3. vicemiss          |                   | |
| Massachusetts        | Katie Vatalaro      | Easton           | 17  |                      |                   | |
| Michigan             | Kristen Danyal      | Sterling Heights | 18  | TOP 15               |                   | |
| Minnesota            | Vanessa Johnston    | Lakeville        | 17  |                      |                   | |
| Mississippi          | Paromita Mitra      | Hattiesburg      | 17  |                      |                   | |
| Missouri             | Sierra Drimak       | Cottleville      | 17  | Top 15               |                   | |
| Montana              | Haley Boyer         | Stevensville     | 17  |                      |                   | |
| Nebraska             | Sarah Hollins       | Omaha            | 19  |                      |                   | |
| Nevada               | Ileri Tunrarebi     | Henderson        | 18  | TOP 15               |                   | |
| New Hampshire        | Amber Faucher       | Pelham           | 18  |                      |                   | |
| New Jersey           | Alexa Brunetti      | Brigantine       | 18  |                      |                   | |
| Nové Mexiko          | Alexis Duprey       | Alamogordo       | 18  |                      |                   | |
| New York             | Taylor Gildersleeve | Mattituck        | 18  |                      |                   | |
| Severní Karolína     | Scarlett Howell     | Ansonville       | 16  |                      |                   | |
| Severní Dakota       | Codi Miller         | Amidon           | 16  |                      |                   | |
| Ohio                 | Kelsey Stevens      | Aurora           | 17  | TOP 15               |                   | Sestra Miss Ohio Teen USA 2003                                                                      |
| Oklahoma             | Chelsea Colvard     | Tulsa            | 18  |                      |                   | |
| Oregon               | Michelle Modey      | Burns            | 18  |                      |                   | |
| Pensylvánie          | Alexis Jahnke       | Furlong          | 16  |                      |                   | |
| Rhode Island         | Talia Turco         | Lincoln          | 18  | TOP 15               |                   | |
| Jižní Karolína       | Mary Helen Caver    | North Augusta    | 19  |                      |                   | |
| Jižní Dakota         | Fallyn Patterson    | Rapid City       | 17  |                      |                   | |
| Tennessee            | Stormi Henley       | Crossville       | 17  | Vítězka              |                   | |
| Texas                | Kelli Harral        | Fort Stockton    | 16  |                      |                   | |
| Utah                 | Tasha Smedley       | Syracuse         | 18  | TOP 15               |                   | |
| Vermont              | Brittany Kelemen    | Jonesville       | 19  |                      |                   | |
| Virginie             | Maggie Lawson       | Bristol          | 17  |                      |                   | |
| Washington           | Sadie Porter        | Selah            | 18  | TOP 15               |                   | |
| Západní Virginie     | Alysia Thompson     | Ripley           | 17  |                      |                   | |
| Wisconsin            | Elizabeth Bryson    | Brookfield       | 18  |                      |                   | |
| Wyoming              | Amy David           | Pinedale         | 17  | TOP 15               |                   | |